# جری پالاسیوس
یری پالاسیوس (اسپانیایی: Jerry Palacios‎؛ زاده ۱ نوامبر ۱۹۸۱) یک بازیکن فوتبال اهل هندوراس است.
وی همچنین در تیم‌های ملی فوتبال هند هندوراس بازی کرده‌است.